# Lacha
La lacha (escrito latxa en euskera) es una raza ovina española propia del País Vasco y Navarra y que también se extiende por zonas limítrofes de Cantabria.
La oveja lacha formó parte de la creación de la raza ovina mexicana borrego Chiapas, que cría tradicionalmente el pueblo indígena de los tsotsiles, en Los Altos de Chiapas, estando vinculada genéticamente a su variedad café.

## Origen
Pertenece al tronco churro, y el nombre de lacha significa basta, debido al tipo de lana que comparte con la churra. Forma parte de las razas de ovejas del País Vasco y Navarra de pelo largo que no se han cruzado con sangre de ganado merino debido a la prohibición de las importaciones de animales exógenos. Se ha criado durante mucho tiempo en las provincias de Vizcaya, Álava, Guipúzcoa y Navarra.
Hay tres variedades: la lacha de cara negra (LCN, ardi latx muturbeltza en euskera) con la cabeza negra, predominante entre Guipúzcoa y Navarra, la lacha de cara rubia (LCR, ardi latx muturgorria en euskera) de cabeza rojiza, predominante en Álava oriental y la lacha carranzana, dominante en la esquina noroccidental de Álava, en Vizcaya y en zonas limítrofes de Cantabria. El Catálogo Oficial de Razas de Ganado de España del Ministerio de Agricultura, Pesca y Alimentación solo reconoce dos variedades para la raza lacha, la cara negra y la cara rubia, y a la carranzana la considera una raza diferente (y también procedente del tronco churro), catalogada como raza en peligro de extinción, mientras que la lacha está inscrita como raza de fomento.

## Morfología

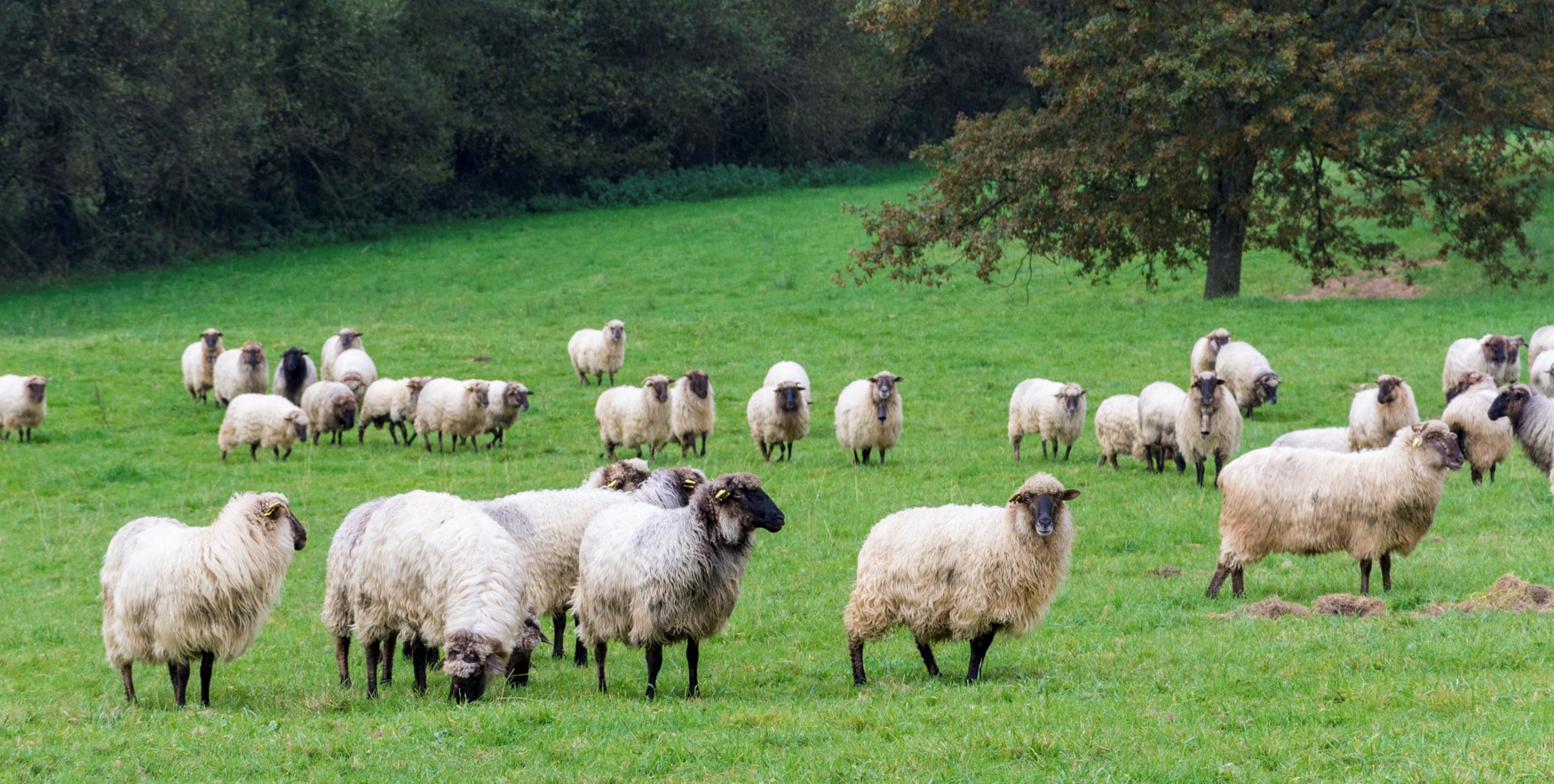
Ovejas Latxas Mekoleta, Otxandio (vizcaya)

Tiene un vellón de pelo muy largo, que casi toca el suelo, de lana áspera (latxa significa "áspero" en euskera) y grasa, adaptada a la climatología local perteneciente a la España húmeda. El pelo corto de la cabeza es de color rojizo o negro. El macho tiene unos cuernos retorcidos alrededor de las orejas. La lacha de cara rubia tiene una alzada a la cruz de 65 cm, la lacha de cara negra de 75 cm.

## Aptitudes

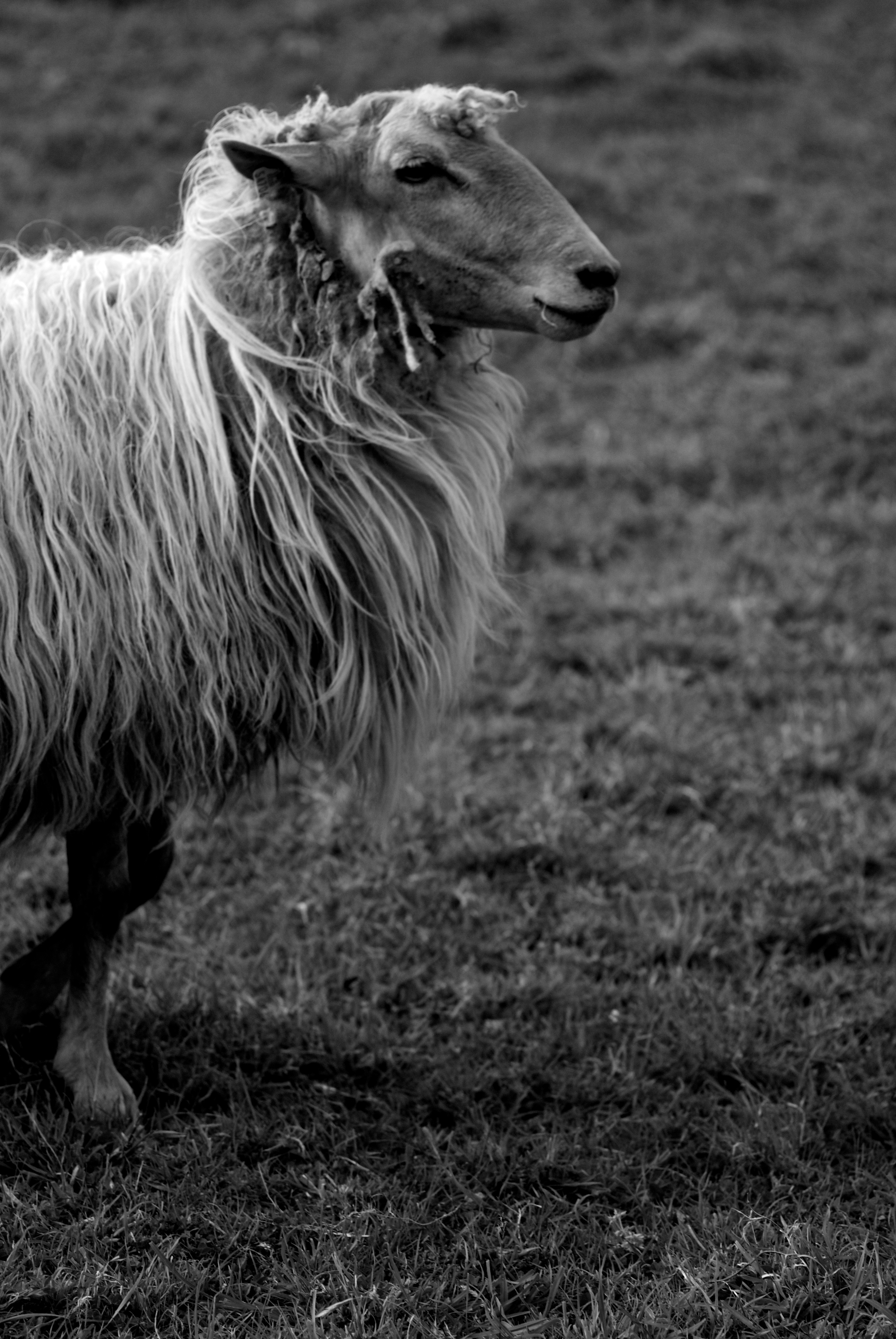
Foto antigua de una oveja Lacha

La oveja lacha se cría principalmente por su leche, destinada a la elaboración del queso DOP Idiazábal. La oveja produce alrededor de un litro de leche diario durante un período de ciento cuarenta días para la lacha de cara negra y ciento cincuenta y cinco días para la lacha de cara rubia. Los corderos son destetados muy pronto con el fin de reservar de leche para la fabricación de queso. Se venden a los criadores y son alimentados con leche en polvo y, terminado el verano, con los pastos de montaña, produciendo animales de sabrosa carne.
Los corderos nacen con gran peso, debido a que la gestación es prolongada (154 días). Esto conlleva a que el 30-40% de los partos sean distócicos.